# Tephrosia stuartii
Tephrosia stuartii är en ärtväxtart som beskrevs av George Bentham. Tephrosia stuartii ingår i släktet Tephrosia och familjen ärtväxter. Inga underarter finns listade i Catalogue of Life.